# Pierre Montan Berton
Pierre Montan Berton (Maubert-Fontaine, 7 de enero de 1727 — París, 14 de mayo de 1780) fue un músico y compositor francés.
Después de haber estudiado órgano y composición musical en Senlis, fue nombrado director del Grand Théâtre de Bordeaux y en 1755, superintendente de la música del rey y director de orquesta de la Opéra de París. Llegó a codirector de la Opéra con Jean-Claude Trial de 1767 a 1769 y director único de 1775 a 1777 y, al final, de marzo a mayo de 1780, director general.
Bajo su administración se operó una verdadera revolución musical, debida a las obras maestras de Christoph Willibald Gluck y de Niccolò Vito Piccinni. Ofreció varias de sus propias obras, como algunas óperas como Érosine (1764), y el divertissement de Cythère assiégée (1775).
Su hijo, Henri-Montan Berton, fue también compositor.

## Obras
- 1749 - Sylvie, pastorale héroïque en 3 actos, con Pierre de La Garde y Jean-Claude Trial, libreto de Pierre Laujon.
- 1755 - Deucalion et Pyrrha, ballet en 1 acto, con François-Joseph Giraud, libreto de Pierre de Morand y Poullain de Saint-Foix.
- 1765 - Érosine, pastorale héroïque en 1 acto, música de Moncrif.
- 1767 - Théonis, ou le Toucher, pastorale héroïque en 1 acto, con Louis Granier et Jean-Claude Trial, libreto de Poinsinet.
- 1769 - Linus, tragédie lyrique en 5 actos, con Antoine Dauvergne y Jean-Claude Trial, libreto de Charles-Antoine Leclerc de La Bruère.

## Fuente
- Este artículo incluye extractos del Dictionnaire Bouillet.
- Jean Gourret, Ces hommes qui ont fait l'Opéra, 1984, p. 70.

- Datos: Q178336